# Evergestis borregalis
Evergestis borregalis là một loài bướm đêm trong họ Crambidae.